# Johanna Skottheim
Johanna Skottheim (Transtrand, 29 maggio 1994) è una biatleta svedese.

## Biografia
In Coppa del Mondo ha esordito l'8 gennaio 2016 a Ruhpolding (89ª nella sprint) e ai campionati mondiali a Anterselva 2020 (43ª nell'individuale). Il 28 novembre 2020 a Kontiolahti ha ottenuto il primo podio in Coppa del Mondo (3ª nell'individuale) e il successivo 5 dicembre, in staffetta nella medesima località, la prima vittoria. Ai mondiali di Pokljuka 2021 è stata 49ª nell'individuale e 5ª nella staffetta.

## Palmarès

### Coppa del Mondo
- Miglior piazzamento in classifica generale: 41ª nel 2021
- 6 podi (1 individuale, 5 a squadre)
  - 2 vittorie (a squadre)
  - 2 secondi posti (a squadre)
  - 2 terzi posti (1 individuale, 1 a squadre)

#### Coppa del Mondo - vittorie
| Data            | Località    | Nazione   | Specialità                                             |
| --------------- | ----------- | --------- | ------------------------------------------------------ |
| 5 dicembre 2020 | Kontiolahti | Finlandia | RL (con Mona Brorsson, Elvira Öberg e Hanna Öberg)     |
| 26 gennaio 2025 | Anterselva  | Italia    | RL (con Ella Halvarsson, Anna Magnusson e Hanna Öberg) |

Legenda:

RL = staffetta